# Minke van Hoef
Minke van Hoef (Eindhoven, 2 december 2003) is een voetbalspeelster uit Nederland. Ze speelt als doelverdediger voor Sc Heerenveen.

## Carrière
Van Hoef begon haar carrière bij de RKVV Dommelen in Valkenswaard. In 2020 stapte ze over naar het Engelse Bracknell Town FC en speelde ze even voor Oxford United. In 2022 keerde ze terug in Nederland bij ADO Den Haag.
In 2023 stapte van Hoef over naar Sc Heerenveen.
Op 8 oktober 2023 maakte van Hoef haar debuut in de wedstrijdselectie van Sc Heerenveen in de Vrouwen Eredivisie in een thuiswedstrijd tegen ADO Den Haag.

## Statistieken
| Seizoen    | Club          | Land      | Competitie | Wedstrijden | Doelpunten |
| ---------- | ------------- | --------- | ---------- | ----------- | ---------- |
| 2023-heden | Sc Heerenveen | Nederland | Eredivisie | 0           | 0          |
| Totaal     | Totaal        | Totaal    | Totaal     | 0           | 0          |

Laatste update: 4 januari 2024